# Hypogaea brunnea
Hypogaea là một chi nấm trong họ Agaricaceae. Đây là chi đơn loài, chứa một loài Hypogaea brunnea.